# ژجیانگوپتروس
ژجیانگوپتروس (نام علمی: Zhejiangopterus) نام یک سرده از راسته پتروسور است.